# Samostan Aleksandra Nevskega
Samostan Aleksandra Nevskega (rusko Александро-Невская лавра) je ruski pravoslavni samostan v Sankt Peterburgu. Stoji na koncu Nevskega prospekta na nabrežju Neve. Samostan je sedež metropolita. Tu je varovan grob Aleksandra Jaroslaviča Nevskega in vzdrževanih več pokopališč s številnimi grobovi slavnih. Samostan je prejel status lavra, najvišji, ki ga takšna ustanova lahko ima v Ruski pravoslavni cerkvi in ki je bil podeljen le štirim samostanom (ob koncu leta 2016).

## Zgodovina samostana
Po pomembni zmagi nad Švedi pri Poltavi (1709) je car Peter Veliki ukazal, da na mestu, za katerega je verjel, da je kraj, kjer je leta 1240 ruski narodni heroj in svetnik Ruske pravoslavne cerkve Aleksander Nevski premagal Švede, 20. februarja 1712 gradnjo samostana. 25. marca 1713 je bila odprta prva lesena cerkev. Kompleks je bil načrtovan in razširjen med letoma 1715 in 1722 pod vodstvom Domenica Trezzinija. Z ukazom je 29. maja 1723 Peter Veliki ukazal prenesti kosti Aleksandra Nevskega sem. 30. avgusta 1724, natanko tri leta po miru iz Nistada, so jih pokopali v samostanu v navzočnosti Petra. Na ta dan so prestavili tudi državni svetnikov praznik, ki so ga prvotno praznovali 23. novembra. Od takrat naprej se je spomin na srednjeveškega junaka združeval s spominom na carja, kar je temelj pomena, ki ga lahko povežemo z ustanovitvijo samostana kot celote. Isti cilj je imel tudi Petrov odlok, ki svetnika ni več upodabljal kot meniha, ampak le v vladarski obleki.
Širitev kompleksa je potekala med letoma 1742 in 1750 pod Trezzinijevim sinom. Leta 1721 je bila pod Petrom pri samostanu ustanovljena slovanska šola, ki se je leta 1726 razširila v slovansko-grško-latinsko semenišče. Pod Katarino II. je bilo to nato povzdignjeno v status glavnega semenišča in pod Pavlom I. končno v teološko visoko šolo. Povzdignjen v rang lavre je bil leta 1797 in od takrat je samostan služil kot rezidenca metropolitanske cerkvene vlade. Služil je tudi kot romarski kraj za kraljevo družino, saj so bili v kripti cerkve Marijinega oznanjenja, zgrajena leta 1715, pokopani pomembni člani petrovske kraljeve družine (Petrova sestra Natalija Aleksejevna in njegov sin Peter Petrovič) ter slavni general Aleksander Vasiljevič Suvorov.
V času Sovjetske zveze so bile sobe na voljo delavskim in vojaškim svetom. Kosti Aleksandra Nevskega so bile zaplenjene leta 1922 in vrnjene javnosti šele leta 1989. V cerkvi Marijinega oznanjenja na tem mestu je bil v sovjetskih časih mestni muzej skulptur. Leta 1935 je Stalin dal zapreti samostan, ki je šele leta 1946 prešel v cerkveno last. Samostan je bil ponovno posvečen leta 1957 in ga od takrat uporablja cerkev, vendar je še vedno odprt za javnost.

## Cerkev Marijinega oznanjenja
Kot prvo večjo stavbo samostanskega kompleksa sta Domenico Trezzini in njegov sin Pietro v letih 1717-1722 zgradila cerkev Marijinega oznanjenja v severnem kotu štirikrilnega samostanskega dvorišča. Dvonadstropni pravokotnik z velikimi mrežastimi okni, streho terase in belo-rdečo barvo se na prvi pogled zdi kot posvetna stavba. V pritličju so različne preproste grobnice članov kraljeve družine.

## Cerkev sv. Trojice
Opomba: Sankt Peterburg ima dve cerkvi s tem imenom. Za Garnizonsko cerkev Izmajlovskega polka glejte glavni članek Cerkev sv. Trojice, Sankt Peterburg
Gradbeni mojster Ivan Jegorovič Starov je v letih 1776-1790 zgradil samostansko cerkev sv. Trojice. Zelo klasična stavba ima tloris latinskega križa s tremi ladjami. Pred cerkvijo je glavni portik s šestimi stebri. Dva zvonika sta nenavadna za pravoslavne cerkve. Notranjost delijo mogočni stebri s korintskimi kapiteli. Cerkev ima bogato notranjo opremo: poslikave na obokih in v kupoli so izdelane po načrtih Giacoma Quarenghija. Namesto tradicionalnega okrasja ikon je ikonostas iz belega marmorja in rdečega ahata okrašen s kopijami slik umetnikov, kot so Anthonis van Dyck, Peter Paul Rubens, Leandro Bassano in Guido Reni ter številnih znanih ruskih slikarjev. Oznanjenje za ikonostasom je verjetno izvirnik Antona Raphaela Mengsa. Tako v mnogih pogledih cerkev in samostan ne ustrezata pravoslavnemu kanonu. Poleg tega je bil namesto običajnega ikonostasa v notranjosti nameščen portik z velikimi carskimi vrati. Kosti Aleksandra Nevskega, spoštovanega narodnega heroja 13. stoletja, so predstavljene v relikviariju.

## Pokopališče
Samostan Aleksandra Nevskega je še posebej znan po svojih pokopališčih. Lazarjevo pokopališče, odprto leta 1716 (od 1932: Nekropola 18. stoletja), hrani grobove številnih plemičev in gradbenih mojstrov ruskega carstva, Tihvinsko pokopališče, odprto leta 1823 (od 1935: Nekropola umetnikov) ima grobove številnih umetnikov. Leta 1868 je bilo za vzhodnim korom cerkve postavljeno Nikolajevo pokopališče.

## Okolica
Trg Aleksandra Nevskega, neposredno severno od samostana, pod katerim ležita postaji podzemne železnice Ploščad Aleksandra Nevskovo-1 in Ploščad Aleksandra Nevskovo-2, tvori vzhodni konec Nevskega prospekta.